# Aqualande
Ne doit pas être confondu avec Aqualand.
Groupe Aqualande est une entreprise française spécialisée dans l'aquaculture européen.
C'est une coopérative dont la principale entité est la société Aqualande SAS et qui commercialise des truites fumées et des œufs de truite.

## Historique
Fondé en 1981 par Jacques Lamothe, Jean-Claude Béziat, Michel Barrucand, Abel Caubarrus, François Pomarez, Michel Harispe, Joël Lucas et Christophe Tragnan sous le nom de SCAAL (Société Coopérative Agricole des Aquaculteurs Landais), Groupe Aqualande est notamment connu pour l'élevage et la transformation de la truite.
L'entreprise commercialise ses produits sous les marques Ovive, Landvika, Aqualande Origins (œufs embryonnés), Ferme Marine du Douhet (île d'Oléron) ou les Poissons Du Soleil (Sète), ainsi que des marques de distributeurs.
Le groupe représente un chiffre d'affaires de 150 millions d'euros pour un effectif de 1 003 personnes. Les principaux sites du Groupe sont Roquefort et Sarbazan — le plus gros site — en France et Illana et Alba de Tormes en Espagne.

### Acquisition
Le Groupe prend le contrôle en 2018 de l’entreprise familiale Piszolla. Une société qui dispose de cinq piscicultures dans la région de Salamanque et près de Madrid, et produit 4 000 tonnes de truite par an, pour le marché de la truite portion fraîche ou surgelée, destiné à l’Espagne et aux pays d’Europe centrale. Cette société emploie cent personnes, pour un chiffre d’affaires annuel de 14 millions d’euros.

## Critique
En 2018, l'association antispéciste L214 dénonce « des truites génétiquement modifiées et des techniques d'abattage qui feraient souffrir le poisson » à Aqualande tout en reconnaissant la légalité des procédés,.

## Certifications / Récompenses
Les activités d'Aqualande correspondent à la norme AFAQ 26000. En 2017, le Groupe atteint le niveau « exemplaire » (plus haut niveau) avec une note de 713/1000
Les autres certifications importantes : 
| 2001 : les pisciculteurs d’Aqualande sont les premiers en Europe à garantir une alimentation non OGM de leurs truites. |
| 2002 : obtention de la norme NF pour la truite.                                                                        |
| 2004 : certification AGRICONFIANCE de l'ensemble des élevages.                                                         |
| 2011 : certification Global GAP des sites de sélection et de reproduction                                              |
| 2010 : certification ISO 14001 du site de Sarbazan (truite fumée).                                                     |
| 2012 : Depuis 2012, la gamme Ovive est certifiée chaque année Origine France Garantie.                                 |